# 존 울먼

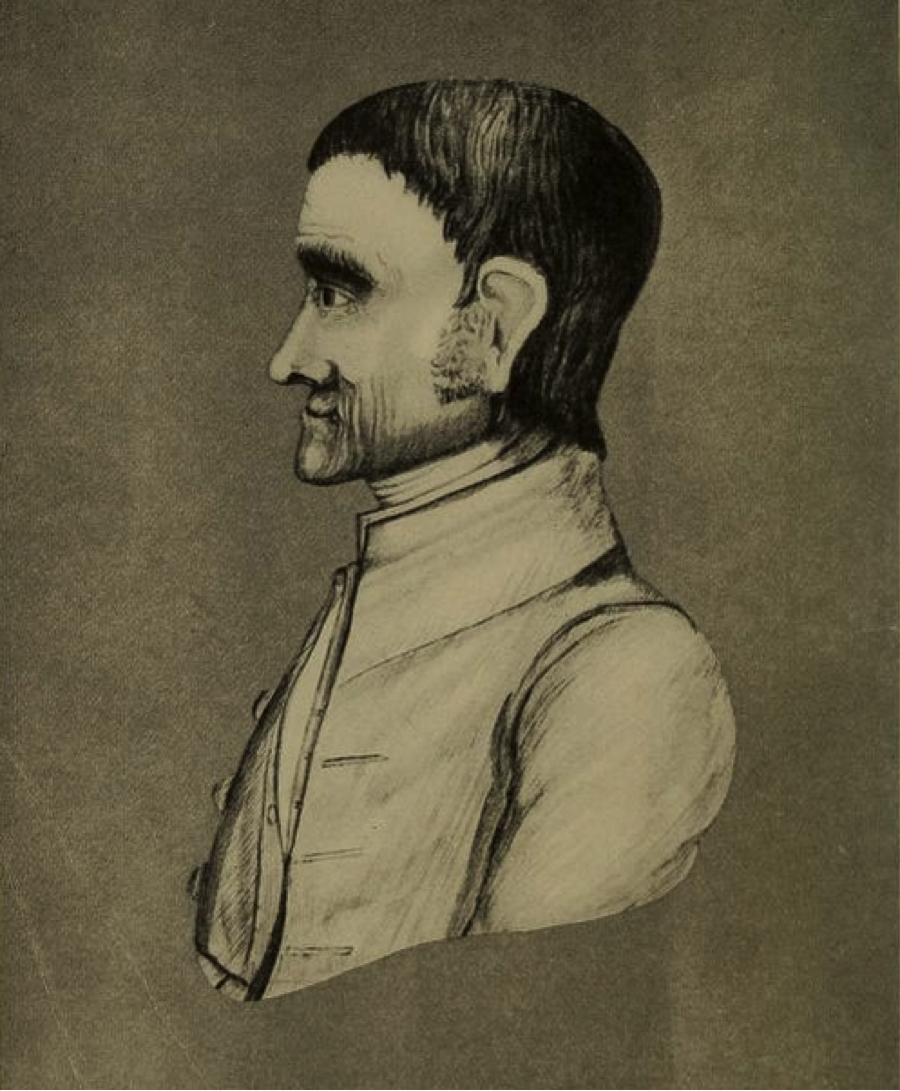

존 울먼(John Woolman, 1720년 10월 19일 ~ 1772년 10월 7일)은 미국의 퀘이커 설교자이다. 양복점 직공으로 들어갔었으나 23세 때 퀘이커 전도자가 되어 각지를 순회 여행했다. 노예 제도 반대나 노동·교육 문제의 논문도 있으나, <존 울먼의 일기>(1774)는 소박한 문체로 퀘이커 설교자로서의 체험을 기술하고 있으며, 일기문학의 고전이라고 불리고 있다. 영국 수필가 램의 울맨 예찬은 유명하다.